# Slovenija na Sredozemskih igrah 2009
Slovenijo je na Sredozemskih igrah 2009 zastopalo 137 športnikov, ki so osvojili 26 medalj; 7 zlatih, 9 srebrnih in 10 bronastih.

## Prejemniki medalj
| Medalja | Športnik/ca       | Šport                 | Disciplina          |
| ------- | ----------------- | --------------------- | ------------------- |
| Zlato   | Boštjan Maček     | strelstvo             | trap                |
| Zlato   | Anja Klinar       | plavanje              | 400 m mešano        |
| Zlato   | Tim Gornik        | golf                  | posamično-ekipno    |
| Zlato   | Urška Žolnir      | judo                  | do 63 kg            |
| Zlato   | Aljaž Sedej       | judo                  | do 81 kg            |
| Zlato   | Lucija Polavder   | judo                  | do 78 kg            |
| Zlato   | Špela Ponomarenko | kajak na mirnih vodah | 500 m               |
| Srebro  | ekipno            | veslanje              | dvojni dvojec       |
| Srebro  | Nina Cesar        | plavanje              | 800 m prosto        |
| Srebro  | Emil Tahirovič    | plavanje              | 50 m prsno          |
| Srebro  | Sabina Veit       | atletika              | 200 m               |
| Srebro  | Aleš Borčnik      | balinanje             | hitrostno zbijanje  |
| Srebro  | Petra Pivk        | balinanje             | hitrostno zbijanje  |
| Srebro  | Marko Kump        | cestno kolesarstvo    | cestna dirka        |
| Srebro  | Aljaž Pegan       | športna gimnatika     | drog                |
| Srebro  | Raša Sraka        | judo                  | do 70 kg            |
| Bron    | Anja Klinar       | plavanje              | 200 m mešano        |
| Bron    | Matija Kranjc     | atletika              | met kopja           |
| Bron    | Peter Mankoč      | plavanje              | 100 m delfin        |
| Bron    | ekipno            | veslanje              | lahki dvojni dvojec |
| Bron    | Marinka Ratej     | atletika              | met kopja           |
| Bron    | Nina Kolarič      | atletika              | skok v daljino      |
| Bron    | Petra Nareks      | judo                  | do 52 kg            |
| Bron    | Tina Trstenjak    | judo                  | do 57 kg            |
| Bron    | Rok Drakšič       | judo                  | do 66 kg            |
| Bron    | ekipno            | odbojka               | ekipno              |